# Gargara rugonervosa
Gargara rugonervosa är en insektsart som beskrevs av William D. Funkhouser. Gargara rugonervosa ingår i släktet Gargara och familjen hornstritar. Inga underarter finns listade i Catalogue of Life.